# Vitörad kägelnäbb
Vitörad kägelnäbb (Conirostrum leucogenys) är en fågel i familjen tangaror inom ordningen tättingar.

## Utseende
Vitörad kägelnäbb är en omisskännlig skogssångarlik tangara. Hanen är ljust pärlgrå under, ovan mer bjärt färgat blågrå. Den har vidare mörk hjässa, vita kinder och kastanjebruna undre stjärttäckare. Honan är gråaktig ovan och ljust gråbeige under. Näbben är karakteristiskt vass och spetsig.

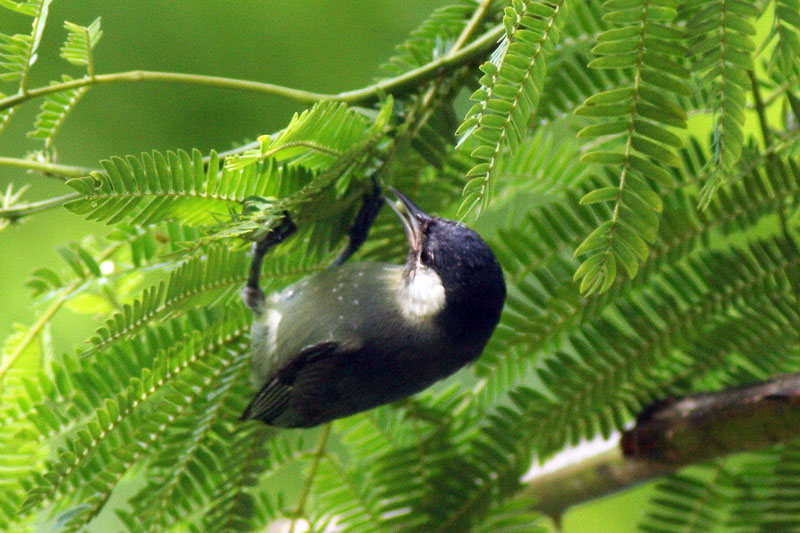

## Utbredning och systematik
Vitörad kägelnäbb förekommer i Panama i Centralamerika samt i norra Sydamerika i Colombia och Venezuela. Den delas in i tre underarter med följande utbredning:
- Conirostrum leucogenys panamense – tropiska östra Panama till nordvästra Colombia
- Conirostrum leucogenys leucogenys – tropiska norra Colombia och nordöstra Venezuela
- Conirostrum leucogenys cyanochroum – Anderna, i Mérida i västra Venezuela och i Sierra de Perijá

### Familjetillhörighet
Kägelnäbbarna har tidigare placerats i familjen skogssångare. Genetiska studier visar dock att de är en del av tangarorna.

## Levnadssätt
VItörad kägelnäbb hittas i skog och skogsbryn. Där ses den nästan alltid i par, vanligen i trädtaket, upp till cirka 800 meters höjd. Ibland slår den följe med kringvandrande artblandade flockar.

## Status och hot
Arten har ett stort utbredningsområde, men tros minska i antal, dock inte tillräckligt kraftigt för att den ska betraktas som hotad. Internationella naturvårdsunionen IUCN listar arten som livskraftig (LC). Beståndet uppskattas till i storleksordningen en halv miljon till fem miljoner vuxna individer.